# Kandi K10
Kandi K10 – elektryczny samochód osobowy klasy miejskiej produkowany pod chińską marką Kandi w latach 2015–2017.

## Historia i opis modelu

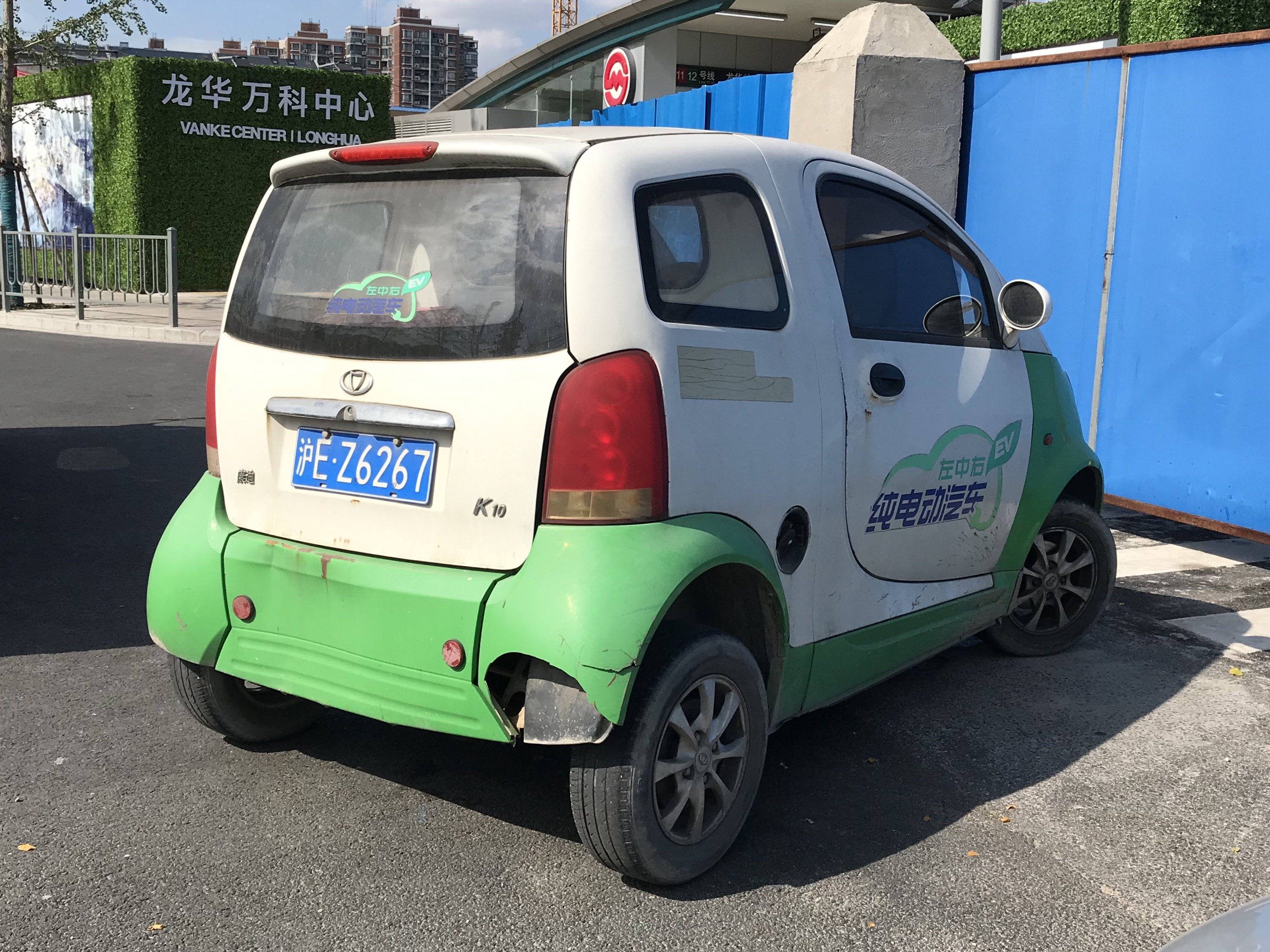
Kandi K10 - tył

K10 pojawiło się w ofercie chińskiej firmy Kandi w 2015 roku realizując koncepcję niewielkiego, miejskiego pojazdu o napędzie elektrycznym zbudowanego z myślą o wewnętrznym rynku. Kandi K10 przyjął postać 3-drzwiowego hatchbacka, zyskując dwubarwne malowanie wykonanej ze sztucznego tworzywa karoserii.
W listopadzie 2015 roku Kandi nawiązało współpracę z chińskim startupem Pang Da, dostarczając dla niego 1000 sztuk K10 na potrzeby miejskiego carsharingu.

### Sprzedaż
Po 2 latach produkcji i sprzedaży Kandi K10 na wewnętrznym rynku chińskim, samochód został wycofany z rynku w 2017 roku na rzecz nowszych konstrukcji i jako pokłosie decyzji chińskich władz o tymczasowemu wstrzymaniu działalności Kandi Technologies z powodu zarzutów o niestabilną sytuację finansową.

### Dane techniczne
Układ elektryczny Kandi K10 składa się z 20 kWh baterii, która zapewnia moc 47 KM i maksymalny zasięg wynoszący 150 kilometrów. Naładowanie baterii do 100% zajmuje ok. 10 godzin.